# Leb i sol
Leb i sol (Makedonski  Леб и сол) makedonski je jazz/rock sastav osnovan 1976. godine. Osim što je Leb i sol bio eminentna makedonska skupina, bili su i jedan od najpopularnijih jugoslavenskih rock sastava.

## Povijest

### Rano doba
Polovicom 1970-ih godina, relativno mala glazbena scena u Skoplju uzrokovala je čestu suradnju među budućim članovima sastava Leb i sol. Vlatko Stefanovski (gitara) i Bodan Arsovski (bas-gitara) još u petom razredu osnovne škole sviraju zajedno u sastavu VIS Jegulje. Prvi zamjetniji rad njih dvojica imaju u jazz/rock skupini Breg, koju je predvodio Miki Petkovski (klavijature). Na bubnjevima je bio Garabet Tavitjan Garo, koji ubrzo odlazi na odsluženje vojnog roka, a Petkovski prelazi u sastav Smak i Breg prestaje s djelovanjem.
1. siječnja 1976. godine, Vlatko Stefanovski (gitara), Bodan Arsovski (bas-gitara), Nikola Dimuševski (klavijature) i Dimitrie Čučurovski (bubnjevi), osnivaju sastav Leb i sol. Ime sastava potiče od tradicionalnog pozdrava koji je doslovno značio "Kruh i sol", a koristio se često kao izraz inata i odlučnosti kao na primjer "Ja ću jesti samo kruh i sol ali neću popustiti", međutim takvo što nema veze s imenom sastava. U studiju radio Skoplja snimaju svoje prve snimke; "Etida br.3", "Devetka" i "Pesma za nas". Njihova glazba sadržavala je elemente rocka, jazza i makedonske etno glazbe. Kako je sastav glazbeno sazrijevao tako je utjecaj jazza postajao sve slabiji. Međutim na koncertima sastav izvodi dugotrajne klasične jazz verzije tradicionalnog etno-folka kao što su skladbe "Jovano Jovanke" i "Aber Dojde Donke", što je pubilika primala s velikim oduševljenjem.

## Kraj 1970-ih (početak popularnosti)
U travnju 1977. godine prvi puta nastupaju izvan Makedonije, kada sviraju kao predgrupa Dragi Mlinarecu u Novom Sadu. Iste godine nastupaju na omladinskom festivalu u Subotici, gdje osvajaju nagradu i potpisuju ugovor s diskografskom kućom PGP RTB. Krajem kolovoza kao predgrupa Bijelog dugmeta nastupaju na koncertu kod Hajdučke česme. Krajem godine sudjeluju na 'BOOM' festivalu u Novom Sadu, a koncertne verzije njihovih skladbi "Pod vodom" i "U senci", nalaze se na kompilaciji BOOM '77, koju 1978. godine objavljuje izdavačka kuća Suzy.
U rujnu 1977. godine objavljuju svoj prvijenac album Leb i sol, kojeg snimaju u studiju RTV Novi Sad. Album objavljuje izdavačka kuća PGP RTB, a producent na materijalu bio je Josip Boček. Josip Boček bio je bivši gitarist sastava Korni grupa, a Stefanovski je bio njegov obožavatelj tako da je suradnja nastavljena i na sljedećim albumima. Materijal na albumu je pod velikim utjecajem jazz i rock tema, a od devet skladbi čak šest su instrumentalne. Svi članovi sastava su autori skladbi, iako je Stefanovski najzaslužniji.
Leb i sol su prvenstveno bili koncertni sastav, kojima je nastup u živo služio za improvizacije i iskazivanje instrumentalne virtuoznosti, u kojima se nije prelazila granica dobrog ukusa.
Na Opatijskom festivalu, u proljeće 1978. godine,izvode skladbu "Aber dojde donke" s kojom osvajaju nagradu za "najbolji umjetnički dojam i najuspješniju primjenu folklornog izraza". Ubrzo nakon toga dolaze na sam vrh jugoslavneskih rock sastava, a za pripremu materijala za novi album dobivaju puno bolje studijske uvjete.
Drugi album pod imenom Leb i sol 2, izdaju 1978. godine, a objavljuje ga diskografska kuća PGP-RTB. Ponavljaju uspješnost albuma prvijenca, i pored uspješne skladbe "Aber dojde donke", tu su još instrumentali "Marija", "Akupunktura", "Uzvodno od tuge". Za vokalnu izvedbu pjesme "Talasna dužina", tekst je napisao Vlatkov brat, Goran Stefanovski, koji će s njima nastaviti surađivati.
Leb i sol postaju vrlo popularni krajem sedamdesetih i početkom osamdesetih, a njihova prva dva albuma, na kojima se nalazi materijal pristupačan široj publiku, se smatra najzaslužnijima za to. Iako su se svi članovi sastava pokazali kao izvrsni glazbenici, Vlatko Stefanovski dolazi do najjačeg izražaja kao izniman gitarski virtouz. Čitatelji časopisa Džuboks ih 1978. godine proglašavaju sastavom godine.
Treći album pod nazivom Ručni rad izdaju 1979. godine, a objavljuje ga izdavačka kuća PGP-RTB. Materijal snimaju u studiju V radio Beograda, a na dvije skladbe gostuje saksofonist Mića Marković. Album je stilski pod utjecajem jazza, a autorstvo potpisuju opet sva četvorica. Neke od uspješnica su skladbe "Kumova slama", "Ručni rad" i "Verni pas". Nakon objavljivanja albuma, Nikola Dimuševski napušta sastav radi angazmana u zabavnom orkestru RTV Skoplje, a na njegovo mjesto dolazi Miki Petkovski, međutim i on ih već 1980. godine napušta, i odlazi za Kanadu. Ostavši bez klavijaturiste, nastavljaju raditi kao trio i počinju pripremati materijal za sljedeću ploču.

## 1980.
Njihov četvrti studijski album, Beskonačno, izdaju 1981. godine, a objavljuje ga diskografska kuća PGP-RTB. Zadržali su svoj stil, a glazbu su prilagodili triju. Na materijalu neke od značajnih skladbi su obrada stare makedonske pjesme "Zajdi", "Živa rana" od Vlatka Stefanovskog i od Bogdana Arsovskog "Skakavac". Nakon objavljivanja albuma sastav napušta bubnjar Garabet Tavitjan, a na njegovo mjesto iz 'YU grupe' dolazi Dragoljub Đuričić.
Nakon kratkotrajnog angažmana u mjuziklu i kazalištu, 1982. godine u studiju radio Skoplja snimaju svoj sljedeći album Sledovanje. Album izdaje diskografska kuća PGP-RTB, a prvi puta su sami producenti. Materijal se sastoji od pretežno vokalnih skladbi, a "Nosim tvoj žig" postaje veliki radijski hit. Između ostalih skladbi još od značajnih je obrada narodne pjesme "Mile Pop Jordanov". Toga ljeta dva i pol mjeseca gostuju s 'KPGT' kazalištem u Americi, gdje nastupaju po raznim klubovima i sviraju sa sastavom 'Big Country'. Iste godine objavljuju dvostruki uživo album Akustična trauma, koji je ujedno i posljednji kojeg izdaje diskografska kuća PGP RTB. Materijal na albumu sastoji se od koncerta održanog 13. travnja 1982. godine, u zagrebačkom 'Kulušiću', a miksan je u M-2 studiju, RTV Skopja.
Sljedeći album Kalabalak objavljuju 1983. godine, a izdaje ga diskografska kuća Jugoton (današnja (Croatia Records)). Materijal snimaju s gostima; Bobi Micev (klavijature) i Peter Kargov (saksofon). Sljedeći album Tangenta snimaju u rujnu 1984. godine, u beogradskom studiju 'Aquarius'. Album 1984. godine objavljuje izdavačka kuća Jugoton, a producent materijala bio je Kevin Ayers. Glazbeni gosti su Laza Ristovski na klavijaturama i Nenad Jelić na udaraljkama. Veliki uspjeh na radiju postigla je skladba "Kontakt je skup". 1986. godine objavljuju album Zvučni zid, s kojim obilježavaju svoju desetogodišnjicu glazbenog rada. Album sadrži materijal za kazalište, film i televiziju, pa su tu teme za TV emisiju "Bušava azbuka", kazlišne predstave "Oslobođenje Skoplja", "Tumba, tumba divina", "Koštana" i za filmove Šmeker, Za sreću je potrebno troje i Sretna nova 1949. Autori skladbi su Stefanovski i Bodan, a na materijalu sudjeluju Garabet Tavitjan (koji se u međuvremenu vratio u sastav) i glumica i pjevačica Ana Kostovska.
Nakon što je album objavljen, u sastav dolaze Goce Micanov na saksofonu i Kiril Đajkovski na klavijaturama. S njima dvojicom uskoro odlaze u studio i snimaju sljedeći album Kao kakao. Album izlazi 1987. godine, a objavljuje ga diskografska kuća Jugoton. Ovim materijalom napravili su promjenu u stilu i snimili deset vokalnih skladbi. Produkciju su radili Stefanovski, Bodan i Braco Zafirovski, a kao glazbeni gosti sudjeluju Bebi Dol, Ana Kostovska i Ronnie Wathen, koji je svirao irske gajde. Arsen Dedić je napisao tekst za skladbu "Femme Fatale", dok su ostale tekstove napisali Vlatko i njegov brat Goran Stefanovski. Kao kakao ponudio je nekoliko vrlo zapaženih uspješnica, a to su "Skoplje" (koja je prvi puta snimljena na makedonskom jeziku), "Kao kakao" (tekst pripjeva preuzet iz knjige "Školica" od Hulia Kortasara), "Mamurni ljudi", "Čuvam noć od budnih" i "Femme Fatale". Vlatko Stefanovski u isto vrijeme snima glazbu za filmove Zaboravljeni i Čaruga i gostuje na materijalu Željka Bebeka i zagrebačkog rock sastava Film.
Sljedeći album Putujemo, izdaju 1989. godine, u istoj postavi, a objavljuje ga diskografska kuća Jugoton. Produkciju su radili sami zajedno s Bracom Zafirovskim, a glazbu i tekst za osam skladbi napisao je Vlatko Stefanovski. Skladbu "Sumorno proljeće", skladao je Bodan, a tekst je napisao Goran Stefanovski. Na materijalu su nanovo nastupili glazbeni gosti, a to su Kaliopi kao prateći vokal, Zoran Jovanović na saksofonu i klarinetu i Kire Kostov na rogu. Skladba koja se izdvojila od ostalih i postala veliki hit je "Čukni vo drvo". U sastav se na mjesto klavijatura vratio Nikola Dimuševski, koji je sudjelovao i na snimanju albuma.

## 1990.
Nakon što su objavili album Putujemo, sljedeće godine Vlatko Stefanovski i Bodan Arsovski osnivaju vlastitu izdavačku kuću Third Ear Music. Iste godine objavljuju i album pod nazivom Zodiac, na kojemu se nalazi glazba skladana za istoimenu baletnu predstavu. Nakon što je album objavljen, nanovo ih napušta Garo Tavitjan i osniva jazz sastav 'Paramecium', u kojemu još sviraju Igor Dimovski na gitari, Goce Micanov saksofon, Ljupčo Stojsavljević bas-gitara i na klavijaturama Valentino Skenderovski i Jovančo Arsovski.
U svibnju 1991. godine, u postavi Stefanovski, Bodan, Dimuševski i Đuričić, odlaze na turneju po Sjedinjenim Državama i Kanadi. Koncert održan u prestižnom klubu 'CBGB', koji se nalazi u New Yorku, objavljuju na uživo CD-u Live in New York. Album izlazi iste godine, a objavljuje ga diskografska kuća Third Ear Music. Materijal sadrži i snimke s probe u studiju 'American', snimke skladbe "Blagoslov" iz Makedonske pravoslavne crkve u Torontu, tema "Going back to Skoplje" (snimljena u pokretnom studiju u Torontu) i obrada narodne pjesme "Uči me majko, karaj me", koja je snimljena u Skoplju u listopadu 1991. godine.
U proljeće 1992. godine u beogradskom 'Sava centru', sviraju četiri rasprodana koncerta, a nakon toga odlaze u amsterdamski klub 'Paradizo'. Dražen Vrdoljak u prosincu 1995. godine organizira koncerte u Zagrebu, Puli i Rijeci, a tada s njima nastupa i Garo Tavitjan na bubnjevima.
1995. godine izdaju svoj posljednji album Anthology. Album je dvostruka CD kompilacija koja sadrži pregled njihove kompletne glazbene karijere do tada, a objavljuje ga diskografska kuća Third Ear Music. Nakon objavljivanja albuma, svoj posljednji koncert sastav Leb i sol održali su 13. prosinca 1995. godine u Solunu u klubu 'Milos', nakon kojeg se razilaze.

## Solo karijere
Nakon što je Leb i sol prestao s radom, članovi sastav se okreću solo karijeri. Vlatko Stefanovski je još 1994. godine objavio album Cowboys & Indians, na kojem su mu pomagali Zlatko Oriđanski, Mahmut Muzafer, Goran Bregović, Goce MIcanov i članovi sastava Nityananda. Sadrži dvanaest skladbi koje se razlikuju u žanru, a producent je bio Braco Zafirovski. 1997. godine izdaje svoj treći CD Gypsy Magic, na kojemu se nalazi glazba za istoimeni film, kojeg je režirao Stole Popov.
Bodan Arsovski 1995. godine objavljuje CD Endless view. Na snimanju su mu pomagali Pece Atanasovski (gajde), Koki Dimuševski, Đole Miškovski (klavijature), Zoran Jovanović, Sabit Tahiri i Goce Micanov. Nastupaju pod imenom Ezgia band, ali nakon smrti Pece Atanasovskog, Bodan je uveliko smanjio broj nastupa sastava.
Iste godine Garo Tavitjan zajedno sa sastavom Paramecium, u Skoplju objavljuje CD Live, na kojemu se nalaze snimke s njihovih koncerata. Sljedeći Garin CD sadrži uživo snimke s koncerta održanog 25. lipnja 1995. godine u Skoplju u prostoru Kuršumli An. Garo pored toga što objavljuje albume također i sklada glazbu za balet i kazališne predstave.
Tijekom 1990-ih godina, bivši članovi sastav Leb i sol paralelno snimaju i objavljuju albume. Najviše se ističe rad Vlatka Stefanovskog koji je objavio osam solo albuma i surađivao na projektima raznih izvođača i pisao glazbu za film i kazalište. Za kazališnu predstavu Sarajevo, koja je izvedena u Antverpenu, Vlatko je napisao glazbu, a njegov brat Goran Stefanovski scenarij, dok je redatelj bio Slobodan Unkovski. CD je objavljen 1996. godine jer Vlatko nije želio da ga izdaje dok traje rat u Bosni.

## Ponovno okupljanje
Nakon što su održali posljednji koncert 1995. godine klubu Milos u Solunu i nakon toga se razišli, članovi sastava su se okrenuli svojoj uspješnoj solo karijeri.
U travnju 2006. godine sastav se ponovno okuplja kako bi obilježili 30 godina svoga postojanja. Postava koja je krenula na turneju po zemljama bivše Jugoslavije bila je u sastavu Vlatko Stefanovski, Bodan Arsovski, Garabet Tavitjan i Koki Dimuševski. Vlatko Stefanovski kasnije odlazi iz sastava, a ostali članovi u novoj postavi (Arsovski, Dimuševski, na bubnjevima Srđan Dunkić i zamjena za Stefanovskog Dimitar Božikov) 2008. godine objavljuju album I taka nataka, na kojemu u dvije skladbe ("Si zaljubiv edno mome" i "It's Warming Up") gostuje rock pjevač Dado Topić.

## Diskografija
- Leb i sol (PGP RTB, 1977.)
- Leb i sol 2 (PGP RTB, 1978.)
- Ručni rad (PGP RTB, 1979.)
- Beskonačno (PGP RTB, 1981.)
- Sledovanje (PGP RTB, 1982.)
- Akustična trauma - Dvostruki uživo (PGP RTB, 1982.)
- Kalabalak (Jugoton, 1983.)
- Tangenta (Jugoton, 1984.)
- Zvučni zid (Jugoton, 1986.)
- Kao kakao (Jugoton, 1987.)
- Putujemo (Jugoton, 1989.)
- Zodiac (Third Ear Music, 1990.)
- Live in New York (Third Ear Music, 1991.)
- Anthology—Dvostruka CD kompilacija (Third Ear Music, 1995.)
- Live in Macedonia—CD/DVD (Avalon Production, 2006.)
- I taka nataka—CD/DVD (Hammer production,2008.)
- The Ultimate Collection, dvostruka CD kompilacija (Croatia Records, 2008.)

## Vanjske poveznice
- Službene stranice  Arhivirana inačica izvorne stranice od 28. rujna 2007. (Wayback Machine)
- Službene stranice Vlatka Stefanovskog
- Službene stranice Bodana Arsovskog  Arhivirana inačica izvorne stranice od 16. svibnja 2014. (Wayback Machine)
- Službene stranice Nikole Dimuševskog  Arhivirana inačica izvorne stranice od 27. ožujka 2009. (Wayback Machine)
- Službene stranice Garabeta Tavitjana  Arhivirana inačica izvorne stranice od 14. siječnja 2009. (Wayback Machine)